# Ridö-Sundbyholmsarkipelagen södra
Ridö-Sundbyholmsarkipelagen södra este o arie protejată (arie specială de conservare — SAC, sit de importanță comunitară — SCI, arie de protecție specială avifaunistică — SPA) din Suedia întinsă pe o suprafață de 2.939,5 ha, integral pe uscat.

## Localizare
Centrul sitului Ridö-Sundbyholmsarkipelagen södra este situat la coordonatele 59°28′27″N 16°38′49″E / 59.4741°N 16.6469°E.

## Înființare
Situl Ridö-Sundbyholmsarkipelagen södra a fost declarat sit de importanță comunitară în decembrie 1995 pentru a proteja 9 specii de animale. Alte tipuri de protecție:
- arie de protecție specială avifaunistică (în iulie 2000)[2]
- arie specială de conservare (în martie 2011)[1][3][4]

## Biodiversitate
Situată în ecoregiunea boreală, aria protejată conține 10 habitate naturale: Lacuri și iazuri distrofice naturale, Lacuri eutrofice naturale cu vegetație de tip Magnopotamion sau Hydrocharition, Păduri caducifoliate de mlaștină fino-scandinave, Pajiști cu Molinia pe soluri calcaroase, turboase sau argilos-nămoloase (Molinion caeruleae), Taiga vestică, Păduri de fag Luzulo-Fagetum, Pajiști fino-scandinave uscate până la mezice, bogate în specii de altitudine mică, Păduri acidofile de stejar bătrân cu Quercus robur pe câmpii nisipoase, Pășuni din zone de pădure fino-scandinave, Păduri caducifoliate bătrâne naturale hemiboreale fino-scandinave (Quercus, Tilia, Acer, Fraxinus sau Ulmus) bogate în specii epifite.
La baza desemnării sitului se află mai multe specii protejate:
- păsări (6): buhai de baltă (Botaurus stellaris), erete de stuf (Circus aeruginosus), ciocănitoare neagră (Dryocopus martius), vultur pescar (Pandion haliaetus), viespar (Pernis apivorus), chiră de baltă (Sterna hirundo)
- nevertebrate (2): Osmoderma eremita, Vertigo angustior
- pești (1): avat (Aspius aspius)